# 唐吉訶德 (日本電視劇)
《唐吉訶德》（日語：ドン★キホーテ），2011年日本電視台製作的電視劇。松田翔太主演。日本時間每週六晚上九時播出。

## 劇情概要
優柔寡斷的草食男新人兒童福祉司城田正孝（松田翔太 飾），一天與性格豪爽的黑幫頭子鯖島仁（高橋克實 飾）因不明原因突然靈魂和身體互相調換。原本非常討厭小孩的鯖島，無法忽視孩子們發出的刻不容緩的求救聲，不得不以「任侠」的作風解決眾多兒童問題的故事。

## 演員陣容

### 主要人物
- 城田 正孝 （24） - 松田翔太 / 高橋克實（靈魂交換時）

兒童福利機構的新人。有著善良的個性，沒有自己的主見的草食系男子，對魚·肉類方面很沒輒，特別是吃肉的話就會患蕁麻疹，因此便當都是以蔬菜為主。也不會喝酒。有想要把幸福傳達給世界上的孩子們，但是卻不會傳達。家中養了一隻叫「亞歷克斯」的壁虎。
原本是，川崎市政府土木課的職員，但是在值勤時突然被叫去幫助照顧被父親虐待而受重傷的孩子，因此決定成為兒童福利機構的一員，後被調動到兒童諮詢所。
在某個契機下，他和鯖島交換了靈魂，變成內在是鯖島，外在是城田本人，使的變成城田時的鯖島無法發輝原本的戰鬥能力，讓他非常吃驚。
故事發展到一半，京濱連合的鰯原總長生病病倒了，由於無意間聽到所長家中的醫生和護士的曖昧談話，讓他以為鰯原總長快活不久了，就告訴變成城田的鯖島這件事，並說醫生會讓生病的總長在家中安養，就是希望能在家中安詳過身，如同他死去的奶奶也是如此，但後來才知道是總長快死的事情是烏龍，所幸總長不怪罪他們。
在最終回回到原來的身體後也與鯖島有繼續來往。
- 鯖島 仁 （48） - 高橋克實 / 松田翔太（靈魂交換時）

京濱連合系鯖島組組長。有著強悍粗魯的個性，會吃肉的肉食系男子。對漢字方面不擅長因為破音字多，很討厭小孩子。與上部組織的京濱連合的鯵澤是對手，想要爭奪總長的位子。
在某個契機下，他和城田交換了靈魂，變成內在是城田，外在是鯖島本人，使的變成鯖島時的城田可以自由發輝戰鬥能力，而將敵人擊潰，讓他非常吃驚。
對於機械（個人電腦、行動電話等）方面很不擅長，不僅不知道開資料夾的方法，也不知道手機的紅外線傳輸方式。在盔甲中藏有私房錢。
14歲的時候進入京濱連合系黑道組織，總長鰯原教他掃除和打招呼等地基本禮儀，對他來說總長就像是他的親生父親一樣很照顧他。
在最終回回到原來的身體後也與城田有繼續來往。

### 京濱兒童諮詢所
- 水盛 峰子 （43） - 小林聰美

兒童諮詢所的所長。很溫柔的看著幸子和城田兩個人。
- 西脇 宗佑 （40） - 三宅弘城
- 難波 亜希 （36） - 市川實和子
- 兒玉 恭子 （30） - 紺野真晝
- 野口 楓 （27） - 田村愛
- 大森 真治 （54） - 渡邊憲吉
- 松浦 幸子 （17） - 成海璃子（少年時期：安藤心絆）

### 京濱連合系黑道組織
- 鰯原 修三 （70） - 鈴鈴舍馬風

#### 鯖島組
- 鯖島 步美 （33） - 內田有紀
- 兵頭 大介 （42） - 松重豐
- 康 （24） - 山根和馬
- 健 （20） - 青木健

#### 鯵澤組
- 鯵澤 卓巳 （49） - 小木茂光
- 娜塔莎 - 安娜絲塔西亞·舒斯特娃
- 秋山 - 松永博史

## 製作
- 腳本：大石哲也、根本非翟
- 導演：中島悟、大谷太郎
- 音樂：金子隆博
- 聲效：石井和之
- 動作指導：佐佐木修平
- 顧問：根本非翟
- 劇中插畫：鈴木康司
- 片頭旁白：David Quintero
- 製片人：山本由緒、渡邊浩仁（AX-ON）
- 助理製片：松原浩
- 製作協助：AX-ON
- 製作著作：日本電視台

## 主題曲
- SPYAIR「BEAUTIFUL DAYS」

## 收視率
| 話数                                                        | 播放日期      | 日文標題 | 中文標題                  | 劇本     | 導演     | 收視率 |
| ----------------------------------------------------------- | ------------- | -------- | ------------------------- | -------- | -------- | ------ |
| 第1話                                                       | 2011年7月09日 |          | 小孩的朋友 靈魂交換的英雄 | 大石哲也 | 中島悟   | 11.7%  |
| 第2話                                                       | 2011年7月16日 |          | 任性的繭居吧              | 大石哲也 | 中島悟   | 11.0%  |
| 第3話                                                       | 2011年7月23日 |          | 和失足青少年散步          | 大石哲也 | 大谷太郎 | 08.0%  |
| 第4話                                                       | 2011年7月30日 |          | 御好燒作戰                |          | 大谷太郎 | 11.3%  |
| 第5話                                                       | 2011年8月06日 |          | 嬰兒千鈞一發              | 大石哲也 | 中島悟   | 09.8%  |
| 第6話                                                       | 2011年8月13日 |          | 首次的攝影師經驗          | 大石哲也 | 中島悟   | 12.4%  |
| 第7話                                                       | 2011年8月27日 |          | 美少女是替身？            |          | 松永洋一 | 10.3%  |
| 第8話                                                       | 2011年9月03日 |          | 戀愛的大叫兜風            | 大石哲也 | 大谷太郎 | 08.7%  |
| 第9話                                                       | 2011年9月10日 |          | 面無表情vs沒用的父親      |          | 松原浩   | 12.8%  |
| 第10話                                                      | 2011年9月17日 |          | 再見 兒童諮詢處           | 大石哲也 | 大谷太郎 | 11.1%  |
| 最終話                                                      | 2011年9月24日 |          | 無法預測的兩人            | 大石哲也 | 中島悟   | 12.8%  |
| 平均收視率10.90 %（收視率是由Video Research在關東地區統計） |               |          |                           |          |          |        |

## 外部連結
- 官方網頁（页面存档备份，存于）

## 節目的變遷
| 日本日本電視台 日本電視台週六連續劇 | 日本日本電視台 日本電視台週六連續劇      | 日本日本電視台 日本電視台週六連續劇 |
| ----------------------------------- | ---------------------------------------- | ----------------------------------- |
|                                     | 唐吉訶德 （2011.7.9 - 2011.9.24）        |                                     |
| 高中生餐廳 （2011.5.7 - 2011.7.2）  | 妖怪人間貝姆 （2011.10.22 - 2011.12.24） |                                     |

| 臺灣緯來日本台 週一至週五晚上9點             | 臺灣緯來日本台 週一至週五晚上9點           | 臺灣緯來日本台 週一至週五晚上9點 |
| -------------------------------------------- | ------------------------------------------ | -------------------------------- |
|                                              | 唐吉訶德 （2012年1月30日 - 2012年2月13日） |                                  |
| 原來是美男 （2012年1月11日 - 2012年1月20日） | 全開女孩 （2012年2月14日 - 2012年2月28日） |                                  |

| MY 101綜合台 週日 22:00-23:00          | MY 101綜合台 週日 22:00-23:00          | MY 101綜合台 週日 22:00-23:00 |
| -------------------------------------- | -------------------------------------- | ----------------------------- |
|                                        | 唐吉訶德 （2013.04.28 - 2013.07.07）   |                               |
| 家政婦女王 （2013.02.10 - 2013.04.21） | 黃金豬女王 （2013.07.14 - 2013.09.08） |                               |